# Joseba Egibar Artola

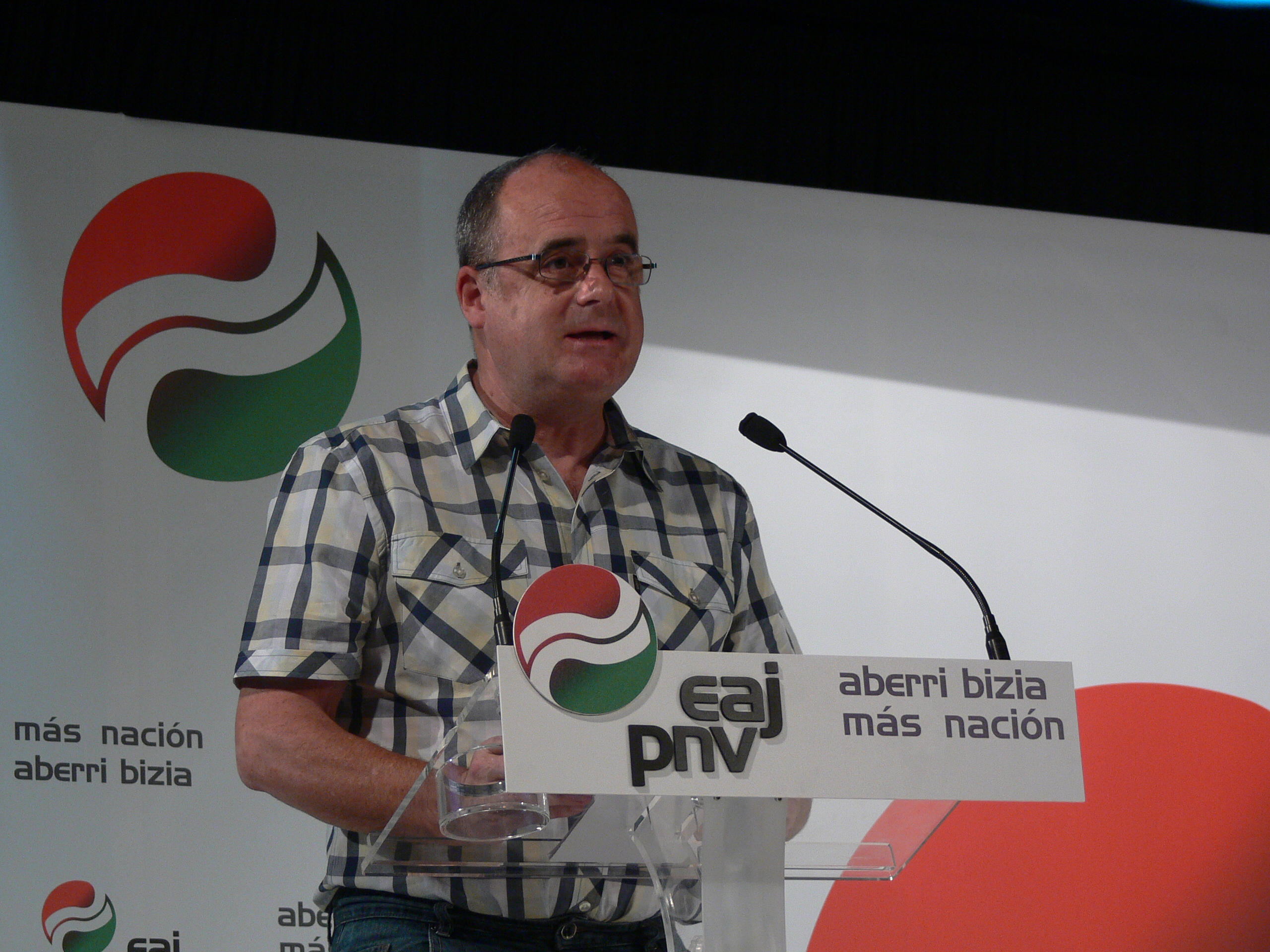
Joseba Egibar en 2012.

Joseba Egibar Artola (Andoain, Guipúscoa, 23 de novembre de 1959) és un polític basc d'ideologia nacionalista basca membre del Partit Nacionalista Basc (PNB). Actualment és el president del Gipuzko Buru Batzar (GBB), membre de l'Euzkadi Buru Batzar (EBB) i portaveu jeltzale al Parlament Basc. Prové d'una família nacionalista basca, està casat i té dos fills. És funcionari de l'administració local en excedència.
Amb 16 anys s'afilià a EGI i al PNB. Va ser delegat d'Ordenació del Territori, Habitatge i Cultura del Govern Basc a Guipúscoa entre 1985 i 1989. El 1987 fou elegit president del Gipuzko Buru Batzar, en un moment complicat pel PNB, ja que el setembre de l'any anterior s'havia produït l'escissió d'Eusko Alkartasuna, que deixà molt dèbil la formació jeltzale guipuscoana. Actualment segueix sent el president del GBB després d'un parèntesi entre els anys 2000 i 2004 (durant els quals Juan Mari Juaristi en fou el president). Tanmateix, és membre de l'EBB des de 1987, sent-ne el seu portaveu del 1987 al 2004. A les eleccions basques de 1990 fou elegit diputat al Parlament Basc pel territori de Guipúscoa. Des de 1998 és portaveu del seu partit al Parlament de Vitòria. Entre 2003 i 2007 ha estat alcalde de Lizartza, enmig de certa controvèrsia perquè la candidatura més votada fou il·legalitzada, fet que va permetre al PNB governar el municipi.